# قصور التاجي
قصور التاجي أو قصور إكليلي أو قصور المترالي أو قلس التاجي أو عجز تاجي أو عجز الصمام التاجي (بالإنجليزية: Mitral regurgitation)‏ هو خلل في الصمام التاجي يسبّب تسرب الدم من البطين الأيسر إلى الأذين الأيسر، أثناء ضخ الدم خارج القلب عبر الأبهر.
قلس التاجي هو مرض شائع ضمن أمراض الصمامات القلبية. ويجب التفرقة بين القلس المترالي والتضيق المترالي . وهو مرض في الصمام المترالي (الصمام الأذيني البطيني الأيسر - أو الصمام ثنائي الشرفات) بحيث يعود الدم -خلافاً لدورته الصحيحة- من البطين الأيسر إلى الأذين الأيسر، ويسبب هذا المرضُ احتقانَ الدم في الرئتين.

## الأسباب
يوجد عدة أسباب تؤدي للإصابة بهذه الحالة ومنها: - التهاب الشغاف العدائي.
- مرض القلب الإقفاري .
- أمراض في النسيج الضام.
- مرض القلب الروماتيزمي.
- اعتلال عضلة القلب .
- فشل القلب الاحتقاني.
- تشوهات خلقية في الصمام المترالي
- تغير في الصمام المترالي راجع إلى تقدم العمر
- التغير الانتكاسي لأنسجة الصمام
- أمراض عضلة القلب كما يتطور بعد انسداد العضلة القلبية أو قصور القلب الناجمة عن ذلك.[7]

## الأعراض والعلامات
أغلب الذين يعانون من القلس المترالي لا يعلمون بأنهم مصابون به ويمكن تشخيص الحالة الذي بإجراء فحصاً بالموجات فوق الصوتية على صمام القلب. والأعراض العامة للقلس المترالي هي:
- الإرهاق والإحساس بالضعف وضيق النفس في جميع الأعمال اليومية.
- فقدان الشهية
- السعال الجاف الذي يزداد سوءً عندما ترقد على الظهر
- ضيق النفس على الأخص ليلاً وعند الرقود
- فقدان الوعي القصير والغثيان.[8]

## العلاج
العلاج الاولي يكون عن طريق إعطاء المريض أدوية لتوسيع الصمام والأوعية الدموية ومدرات للبول التي تخفف من بعض الأعراض . ولكن في الحالات الشديدة من الإصابة بالمرض مثل تضخم في القلب أو تلف في عضلة القلب يتم حينها الاستعانة بإجراء يسمى القسطرة التي تستبق العمل الجراحي الذي يرجى به إصلاح الضرر أو استبدال الصمام المترالي.